# Альма Доленс
Тересита Пазини (урождённая деи Бонфатти, 18 февраля 1869 — 20 мая 1948, Милан), более известная под своим псевдонимом Альма Доленс, — известная итальянская пацифистка, суфражистка и журналистка. «Alma Dolens» представляет собой сочетание латинского alma, означающего «душа» или «сердце», с латинским причастием dolens, означающим «страдающий» или «скорбящий»; таким образом, это имя можно перевести как «печальное сердце» или «тяжёлое сердце», и считается, что оно относится к её чувствам, связанным с милитаризмом и войной.

## Личная жизнь
Альма Доленс родилась в богатой умбрийской семье в 1876 году. Её семья была хорошо известна в итальянском движении за объединение, где они поддерживали Джузеппе Гарибальди. Альма Доленс вышла замуж за адвоката из Милана, который поддерживал её работу.

## Работа
Альма Доленс была президентом Ломбардского комитета по избирательному праву женщин и правам рабочих. Она выступала на национальных мирных конференциях в 1909 и 1910 годах, укрепляя свою роль в итальянском движении за мир, в котором доминировали мужчины. Она считала, что женщины необходимы для социального прогресса и что отсутствие женщин в итальянском движении за мир и в политике в целом пагубно. Доленс также была ярой сторонницей установления связей между итальянским движением за мир и профсоюзами. Она создала Società per la paces femminile («Женское общество за мир») и путешествовала по центральной Италии, чтобы создать его местные комитеты. Она работала с профсоюзом рабочих-металлистов над созданием Associazione nazionale pro arcate e disarmo («Рабочее общество арбитража и разоружения») в Милане, в котором к началу 1910-х годов насчитывалось около 700 членов.
Итало-турецкая война положила конец движению за мир, создав разрыв между теми, кто считал, что они должны поддерживать войну, и теми, кто этого не делал. Доленс попала в последнюю категорию, публично проводя кампанию против войны и обращаясь к группам в Соединённых Штатах и Швейцарии за финансовой поддержкой, чтобы позволить пацифистам реформироваться. Она продолжала работать в течение 1911 и 1912 годов, но итальянское пацифистское движение в конечном итоге полностью распалось, и Доленс запретили публично выступать в Италии в течение этих двух лет. Она обратила своё внимание на другую проблему, написав об условиях жизни низшего класса в итальянских городах. На мирной конференции в Будапеште в 1913 году Доленс познакомилась и подружилась с Розикой Швиммер, тоже пацифисткой и суфражисткой. Она также вернулась к выступлениям на партийных мероприятиях в 1913 году, иногда вместе с Маргеритой Сарфатти.
В 1914 году Доленс ходила на собрания по поводу надвигающейся войны в Европе, организованные Международным бюро мира и Гаагой. Она и Розалия Гвисс-Адами были делегатами итальянских пацифистов на конференции 31 июля в Брюсселе, конференции, которая послужила последней попыткой избежать войны. На протяжении всей войны она оказывала помощь семьям, которые были изгнаны из своих домов из-за войны в Австро-Венгрии. После окончания итало-турецкой войны она путешествовала по Бельгии с лекциями. Вид разрушений от войны подтвердил её веру в пацифизм, и она сказала в одной из своих лекций: «Враг не на границе, он повсюду вокруг нас: это бедность, туберкулёз, безработица. Лекарство от этих болезней — это конец грозного и дорогого оружия». Она настаивала на том, что должны быть обязаны по закону обращаться в арбитраж во время войны.
После Второй мировой войны Доленс поселилась в доме своего друга-социалиста Жильберто Джилиоли и его жены Мирты Рипамонти, где она и умерла в 1948 году.